# Кроуборо
Кро́уборо (англ. Crowborough) — місто на півдні Англії, у районі Велден графстві Східний Сассекс. Місто займає площу 13,6 км². Населення у 2007 становило 19 988 осіб. Місто розташоване на плато, досягнувши вищої точки 242 м над рівнем моря.
Розвиток міста зобов'язаний ініціативі одного з найбагатших жителів приходу Ротерфілд — серу Генрі Фермору. У 1734 році, спадкоємність його творчості була розташована там, де зараз церква Всіх Святих і школа для бідних — як об'єкти збереглися й донині.
Найвідомішим мешканцем міста був сер Артур Конан Дойл (1859—1930) — автор романів про Шерлока Холмса, чия статуя стоїть в центрі міста.
| Велика Британія | Це незавершена стаття з географії Великої Британії. Ви можете допомогти проєкту, виправивши або дописавши її. |

1. ↑  Parish Profiles // 2021 United Kingdom census — Office for National Statistics.